# Amphioplus parvitus
Amphioplus parvitus är en ormstjärneart som beskrevs av Cherbonnier och Guille 1978. Amphioplus parvitus ingår i släktet Amphioplus och familjen trådormstjärnor.
Artens utbredningsområde är Madagaskar. Inga underarter finns listade i Catalogue of Life.